# Disparaged
Disparaged ist eine schweizerische Death-Metal-Band aus Zürich, die im Jahr 1999 gegründet wurde.

## Geschichte
Die Band wurde im Jahr 1999 gegründet. Im März 2002 folgte die erste EP Death Trap, wodurch die Band erstmals Aufmerksamkeit erregen konnte. Im August 2003 dann nahm die Gruppe ihr Debütalbum Overlust auf. Das Album erschien im Jahr 2003 in Eigenveröffentlichung bei ihrem Label Assburn Productions, ehe es bei Twilight Vertrieb 2004 wiederveröffentlicht wurde. Im März 2006 schloss sich das nächste Album Blood Source an. Auf dem dritten Album The Wrath of God, das im Mai 2009 erschien, wurde Schlagzeuger Heinz Imhof durch Deniz Lebovci ersetzt. Nachdem Twilight Vertrieb Konkurs anmelden musste, machte sich die Band auf die Suche nach einem neuen Label, das die Gruppe in Apostasy Records fand. 2013 erschien hierüber das Album Babylon Fell.

## Stil
Laut Anzo Sadoni vom Metal Hammer spiele die Band auf Blood Source technisch anspruchsvollen, aggressiven und schnell gespielten Death Metal. Der Gesang von Kuzmic sei druckvoll.

## Diskografie
- 2002: Death Trap (EP, Eigenveröffentlichung)
- 2003: Overlust (Album, Twilight Vertrieb)
- 2006: Blood Source (Album, Assburn Productions/Twilight Vertrieb)
- 2009: The Wrath of God (Album, Twilight Vertrieb)
- 2013: And Babylon Fell (Album, Apostasy Records)
- 2020: For Those Enslaved (EP, Apostasy Records)
- 2024: Down the Heavens (Album, Apostasy Records)